# Nanophyinae
Die Nanophyinae sind eine Unterfamilie innerhalb der Familie der Langkäfer. Die Zusammengehörigkeit der Gruppe ist durch die einheitliche Morphologie eindeutig. Über ihren Rang und ihre taxonomische Stellung innerhalb der Überfamilie Curculionoidea existieren allerdings verschiedene Auffassungen. Früher wurde sie von vielen Entomologen als eigenständige Familie angesehen. Die Gruppe umfasst weltweit gut 310 Arten in 33 Gattungen. 87 Arten kommen in der West-Paläarktis vor, davon 12 auch in Mitteleuropa.

## Merkmale
Es handelt sich um kleine Käfer von 0,75 bis 5 Millimeter, weit überwiegend unter 2,5 Millimeter Körperlänge. Sie sind oft schwarz gefärbt, können aber teilweise oder ganz gelblich-strohfarben oder rotbraun sein. Die für die Apioninae oft kennzeichnenden blau-metallischen Farben kommen aber niemals vor. Viele Arten tragen eine markante Zeichnung, die oft aus Querbinden besteht. Die Körpergestalt bildet ein geschlossenes Oval: Die Flügeldecken sind seitlich stark gerundet und erreichen ihre größte Breite nahe ihrer Mitte. Der Halsschild ist quer (breiter als lang), an der Basis (das ist die Hinterkante) am breitesten und nach vorne hin gleichmäßig konisch verengt. Es resultiert ein geschlossener Körperumriss, bei dem zwischen Halsschild und Flügeldecken kein Winkel oder Absatz ausgebildet ist. Die Vorderwinkel der Flügeldecken sind auch nicht in vorspringende „Schultern“ ausgezogen. Die Flügeldecken lassen bei vielen Arten das letzte Tergit des Hinterleibs als Pygidium ganz oder teilweise frei, bei manchen Arten nur bei den Männchen. Der Basalrand des Halsschilds und der Flügeldecken ist mit einer Reihe kleiner, meist schwarz gefärbter Zähnchen besetzt, die niemals fehlen, aber manchmal schwer erkennbar sind (z. B. Gattung Hypophyes).
Der Kopf ist in Aufsicht ebenfalls breiter als lang, er trägt ein Paar meist recht großer Augen, die oft auf der Dorsalseite einander genähert sind. Der Rüssel ist schmal mit fast rundem Querschnitt und in der Regel lang (länger als Kopf und Halsschild zusammen), es kommen aber einige Arten mit ähnlich gebautem, aber verkürztem Rüssel vor. Er kann gerade oder schwach gebogen sein. Bei allen Arten ist der Rüssel des Weibchens merklich länger als der des Männchens. Die Antennen sind seitlich am Rüssel eingelenkt, meist nahe der Rüsselmitte. Sie bestehen aus einem stark verlängerten Schaftglied, einer gewinkelt daran ansetzenden (geknieten) vier- oder fünfgliedrigen Fühlergeißel und einer dreigliedrigen Fühlerkeule (außerhalb Europas gibt es wenige Gattungen mit sechssegmentiger Fühlergeißel). Das vorletzte Geißelglied ist (unabhängig von der Gliederzahl) abgewandelt, es ist asymmetrisch gebaut, meist verbreitert und an die Keule herangerückt, die dadurch manchmal viergliedrig aussieht, manchmal sogar durch ein weiteres Glied fünfgliedrig. Manchmal sind die Glieder der Keule ohne Nähte zu einem kompakten Segment verschmolzen. Bei vielen Arten ist die Keule locker gegliedert und verlängert, sie kann die Geißel an Länge deutlich übertreffen.
Die Beine sind fast immer lang und kräftig gebaut, mit keulenförmig verdickten Schenkeln, die in der Mitte auf der Unterseite meist zahnförmige Vorsprünge tragen, sehr oft ein großer und mehrere kleine Zähne. Die Trochanteren der Beine sind auffallend verlängert, die Schienen (Tibien) sitzen dadurch nicht am Innenwinkel, sondern an deren Spitze an, so dass Schenkel und Schienen keinen Kontakt zueinander besitzen. Die Schienen sind in der Regel flach, nach vorn ein wenig verbreitert und bei den Männchen im inneren Spitzenwinkel gezähnt.

## Lebensweise
Die Larven der Nanophyinae entwickeln sich, wie für Rüsselkäferlarven typisch, im Inneren von Pflanzengewebe. Manche Arten minieren im Gewebe des Stängels, besonders oft aber von Blütenknospen oder Fruchtanlagen. Sehr viele Arten sind allerdings Gallbildner. Pro Galle lebt immer nur eine einzelne Larve. Die meisten Arten der Familie sind sehr wirtsspezifisch, sie kommen nur auf einer einzigen Pflanzenart oder -gattung vor (monophag oder oligophag). Die in Mitteleuropa häufigste Art Nanophyes marmoratus ist an Blutweiderich, gebunden, andere europäische Arten leben an Tamarisken (Tamarix) und Dickblattgewächsen (Crassulaceae). Sehr viele tropische Arten Ostasiens sind Spezialisten in den Samenanlagen von Flügelfruchtgewächsen (Dipterocarpaceae) und können bei einigen Arten den Samenansatz wesentlich beeinflussen.

## Verbreitung
Nanophyinae sind fast weltweit verbreitet. Sie fehlen im Süden Amerikas, von Mexiko an südwärts.

## Ökonomische Bedeutung
Die Art Nanophyes marmoratus wurde im Jahr 1994 in die USA zur biologischen Bekämpfung des Blutweiderichs eingeführt und sind dort heute etabliert und eingebürgert. Blutweiderich wurde als Neophyt nach Nordamerika eingeschleppt und verursacht dort schwerwiegende ökologische Schäden in Feuchtgebieten. Die Verwendung einer weiteren Art, Hypophyes pallidulus, zur Bekämpfung neophytischer Tamarisken in den USA wird geprüft.

## Systematik
Traditionell wurden die Nanophyinae als Unterfamilie der Rüsselkäfer (Curculionidae) aufgefasst, diese Position ist aber aufgrund zahlreicher Merkmale, vor allem des ursprünglichen Baus der männlichen Genitalien (mit Tektum) mit Sicherheit unrichtig. Die Linie weist einige auffallende Gemeinsamkeiten mit den Apioninae auf, vor allem der übereinstimmende Bau der Beine mit verlängertem Trochanter. Zahlreiche Systematiker betrachten sie daher als deren Schwestergruppe. Neben der abweichenden Körpergestalt (nicht die charakteristische „Birnenform“ der Apioninae) und Färbung sind sie allerdings von diesen schon auf den ersten Blick durch die geknieten Fühler unterscheidbar. Neben der Stellung als eigenständige Familie werden sie von anderen Taxonomen, wie auch die Apioninae als Unterfamilie der Familie Brentidae aufgefasst, gelegentlich auch als Unterfamilie der dann im Familienrang stehenden Apionidae selbst.
Das Schwestergruppenverhältnis mit den Apioninae auf Basis morphologischer Merkmale erscheint gut begründet. Molekulare Stammbäume (auf Basis homologer DNA-Sequenzen) bestätigen diese Position teilweise ergaben aber zum Teil auch davon abweichende Positionen.